# Tetrastichus hispidivertex
Tetrastichus hispidivertex är en stekelart som först beskrevs av Girault 1936.  Tetrastichus hispidivertex ingår i släktet Tetrastichus och familjen finglanssteklar. Inga underarter finns listade i Catalogue of Life.